# All Souled Out
Albums de Pete Rock & C.L. Smooth
Mecca and the Soul Brother
(1992)
All Souled Out est un EP de Pete Rock & C.L. Smooth, sorti le 25 juin 1991.
L'album s'est classé 53e au Top R&B/Hip-Hop Albums.

## Liste des titres
| No | Titre                      | Contient un (des) sample(s) de                                                                                                 | Durée |
| -- | -------------------------- | --- | ----- |
| 1. | Good Life                  | Long Red de Mountain Girl You Need a Change of Mind d'Eddie Kendricks I Wanna Be Where You Are d'O'Donel Levy                  | 3:56  |
| 2. | Mecca and the Soul Brother | Hey Jude d'O.C. Smith Kool Is Back de Funk, Inc. We've Only Just Begun d'O'Donel Levy Gyrlz, They Love Me d'Heavy D & the Boyz | 5:59  |
| 3. | Go With the Flow           | Funky Drummer de James Brown Burning Spear de S.O.U.L. Change the Beat (Female Version) de Beside                              | 4:55  |
| 4. | The Creator                | From This Day On d'Eddie Bo Instant Groove de King Curtis She's Mine de Basic Black                                            | 4:43  |
| 5. | All Souled Out             | Turtle Walk de Lou Donaldson                                                                                                   | 5:27  |
| 6. | Good Life (Group Home Mix) | Same Old Thing des Meters Who's Gonna Take the Weight de Kool & The Gang                                                       | 3:54  |